# ماتئوش پورمبا
ماتئوش پورمبا (لهستانی: Mateusz Poręba؛ زادهٔ ۲۴ اوت ۱۹۹۹) بازیکن والیبال اهل لهستان است.